# 花样游泳
花样游泳（英語：artistic swimming），即包含游泳、体操和芭蕾等各种技巧糅合而成的具备舞蹈表演和艺术造型的游泳類项目之一，该運動项目同时需要足夠的身體基本素質、力量和舞蹈技巧。表演者必须在水中做出许多托举、旋转、弯曲动作，而每個动作和每一組舞蹈，都不能借助于泳池底部的地面，由於是在水上和水中表演完成各種花式，所以许多动作是在暫時人為的控制停止呼吸的情况下、在水中完成的，如倒立。作为比赛项目，裁判员根据动作的高难度、正確性和舞蹈組合的合理性等质量標準，以及艺术表现力来評定得分。

## 历史
花样游泳最早起源於歐洲，1920年代始于加拿大，1930年代传入美国，1934年美国芝加哥世界博览会演出的一场花样游泳并引起轰动，之后影星埃瑟·威廉姆斯在20世纪40～50年代米高梅（Mgmua）进行的水上音乐剧“水上芭蕾”的表演，作为女子水上运动的新興舞蹈項目而很快走红。2017年7月，國際游泳總會大會通過將花样游泳的英語正式名稱由「synchronized swimming」更改為「artistic swimming」。

## 赛制
世界水上芭蕾錦標賽设有三个项目即单人、双人和团体项目，奥运会设定的2个项目；双人先进行预赛，前12名在决赛中完成自由自选节目，集体项目没有预赛。单人、双人还是团体都分两部分比赛内容即技术自选和自由自选。
规定动作：规定动作比赛中，选手们按照规定顺序依次表演推进、上升、下沉和转身等动作。在自选动作比赛中，对音乐和动作编排都没有限制。评委将对选手花样动作的技术难度、动作完成准确度和艺术程度予以评分。技术自选即参赛者可选择音乐伴奏，但必须按照规定做出一套动作组合。双人项目要在2分30秒内完成，集体项目要在2分50秒里完成。
奥运会花样游泳规定动作每四年由国际泳联花样游泳技术委员会重新制定。
自选动作：选择自己的音乐和动作。通常动作有创造性并且要可被鉴别，还包含高难度的动作。一套这样的组合应包含有情绪和速度的变化，以及创新的动作复杂的组合和组合变化，还有壮观动作。自由自选的比赛时间双人为4分钟，集体5分钟。
裁判：裁判分二组，每组5人，一组负责评判技术分，另一组负责评判艺术分；裁判的最高打分为10分。

## 奥运项目
花样游泳在1948年至1968年期间一直是奥运会的表演项目，被称作为“水上芭蕾”；美国洛杉矶，第廿三届奥运会首次被列为正式比赛项目，正式取名为“花样游泳”，这项比赛是纯女子项目，也是第二次世界大戰後奧林匹克運動會項目，澳大利亚悉尼，第廿七届奥运会和希腊雅典，第廿八届奥运会均设两枚金牌即双人组和团体赛两个项目。
集体项目参赛名额为来自8个代表团的8支队伍参加集体项目，每队8名运动员上场比赛；双人项目来自24个代表团的24对运动员参加双人项目。双人和集体项目都可以在自由自选比赛中选择自己的音乐和动作。
自2000年後，該賽事的雙人及團體金牌均由俄羅斯代表隊壟斷；銀牌及銅牌的常勝軍則有中國、日本、西班牙等代表隊。
2024年巴黎奥运会花样游泳项目中，每队最多可允许2名男子选手参加集体比赛。這是历史首次有男子花样游泳运动员获准参加奥运会。